# كيني برنس ريدوندو
كيني برنس ريدوندو (بالإسبانية: Kenny Prince Redondo؛ بالألمانية: Kenny Prince Redondo) هو لاعب كرة قدم ألماني وإسباني في مركز الوسط، ولد في 29 أغسطس 1994 في ميونخ في ألمانيا. لعب مع نادي أونترهاخينغ ويونيون برلين.

## وصلات خارجية
- كيني برنس ريدوندو على موقع قاعدة بيانات كرة القدم.إي يو (الإنجليزية)
- كيني برنس ريدوندو على موقع عالم كرة القدم.نت (الإنجليزية)